# Roberto Minervini (giornalista)
Roberto Minervini (Napoli, 12 maggio 1900 – Napoli, 16 giugno 1962) è stato un giornalista, drammaturgo, saggista, regista, critico cinematografico e teatrale italiano. Fu autore di molte pubblicazioni sulla cultura popolare partenopea.

## Biografia
Giornalista, scrittore, commediografo, regista, critico teatrale e cinematografico, iniziò giovanissimo la carriera collaborando con Edoardo Scarfoglio in veste di redattore de Il Mattino, Il Roma e Corriere di Napoli. nonché di «Paese Sera» e de «La Voce», del «Risorgimento», tenendo, tra l'altro, la rubrica di critica degli spettacoli per il «Corriere di Napoli».
Cronista di grandi capacità e tra i primi collaboratori di Radio Napoli, firmò un reportage sugli esperimenti del batiscafo di Vassena e nel 1929 vinse il secondo premio alle Olimpiadi della Cultura di Amsterdam. Fu autore di varie opere letterarie di soggetto napoletano, tra cui Viviani un uomo una città, Ritorno di Scarpetta, Gli ultimi ‘assistiti’ e cabalisti, Storia della pizza, Napoletani di Napoli e Incontri del sabato. 
Appassionato di teatro, collaborò a vari spettacoli e fu autore di numerosi lavori tra cui Girasole, interpretato da Ettore Petrolini, Suicidio per amore, Paisiello, Messaggeri del buon Dio, L'amore è una cosa semplice, Ritiro del Divino Amore, Tempo di primavera, L'albergo dei quattro venti. 
Come regista teatrale curò al Teatro San Carlo la rappresentazione de Il tabarro, L'amico Fritz e La Sonnambula; al San Ferdinando quelle di ‘Na mugliera zitella e Era zetella, ma.. della Compagnia Scarpettiana, dei quali rifece interamente i copioni,  Al Politeama diresse Pensaci Giacomino di Luigi Pirandello con Nino Taranto come protagonista, mentre collaborò con Anton Giulio Bragaglia al Teatro degli Indipendenti ed organizzò ad Ischia la rappresentazione di Casa di bambola per commemorare Ibsen.
Per il cinema lavorò come soggettista e sceneggiatore a Strade di Napoli, un documentario diretto da Dino Risi e premiato a Cannes, al film al Processo alla città di Luigi Zampa di cui fu supervisore del copione, mentre due suoi soggetti, L'amore è così e La decima coppia, sebbene mai realizzati, contribuirono a farlo apprezzare nel campo cinematografico, ove fu spesso chiamato a far parte della giuria dei Nastri d'Argento, incarico in cui poi gli subentrò il figlio Gianni Minervini

## Riconoscimenti
- Olimpiadi di Letteratura di Amsterdam 1929: Medaglia d'argento
- Premio Napoli 1958: trasmissione radio "La Canzone delle canzoni"

## Curiosità
Padre del produttore cinematografico Gianni e della scultrice Annamaria. Quando si spense improvvisamente a Napoli il 15 giugno del 1962, Minervini aveva in tasca l'ultima lettera scrittagli da Peppino De Filippo, da lui considerata quasi un oggetto scaramantico soprattutto per la presenza - sulla carta intestata. del consueto Pulcinella al quale egli attribuiva valore di portafortuna.